# 手紙 (テル・ボルフ)
『手紙』（てがみ、蘭: De brief、英: The Letter）は、オランダ黄金時代の画家ヘラルト・テル・ボルフが1660-1665年頃、キャンバス上に油彩で制作した絵画である。英国のロイヤル・コレクションに所蔵されている。1814年、ジョージ4世により英国の銀行家トーマス・ベアリング (Thomas Baring) 卿のコレクションから購入された。ベアリング卿の父は絵画を1805年に購入したが、当時は多くの17世紀オランダ絵画が海外に売却されていた。

## 作品
絵画は、いくつかの事物があるテーブルの周りにいる2人の女性と1人の少年の3人を描いている。前景には、小さな犬が眠っている椅子がある。部屋の背景は暗いが、光の反射によりシャンデリアが見える。室内はよく見えないものの、典型的にオランダ的なのものである。
右側にいる優美な服装の女性には強い照明が当てられ、明らかに場面の主人公である。彼女は手紙を読んでおり、中央の少年と、一見して手紙を書いていた左側の女性は、彼女を見つめている。彼らは彼女の反応を注意して観察しているが、人物たちの間で何が起きているかという解釈は謎のままであり、鑑賞者の心理に委ねられている。
『手紙』は、テル・ボルフの大半の作品のように、おそらく彼のデーフェンテルの家で描かれた。少なくとも絵画に登場する2人は彼の親類である。中央の少年は彼の半分血のつながった弟のモーセスで、手紙を読んでいる女性は、やはり彼と半分血のつながった妹のヘシーナであると思われる。彼女は、いつもテル・ボルフのモデルをしていたが、テル・ボルフはしばしば親類と知人たちをモデルに使っていた。椅子の上の犬もまた彼の犬で、彼の絵画の何点かに登場する。

## 分析
絵画は、明らかにオランダのフェインスヒルデルス (緻密派)  の様式で描かれている。布地の質感、とりわけ主人公のそれは、最大の注意を払って描かれている。ある種の富を示唆する彼女の服に金属的に反射する青と黄色は驚異的である。刺繍のあるドレスの縁などの洗練されている凝った描写は、当時ほとんど類例がない。
通常通り、テル・ボルフは細部に多大な注意を払っている。少年の手にあるトレイやロウソク、左側の女性の側のテーブル上のインク壺、そして暗い背景の中の朧げに描かれたシャンデリアにさえも多大な注意が向けられているのである。抑制され、計測された雰囲気は、散乱する光によって高められている。すべてが途方もない正確さと職人芸を示している。全体的な効果は非常にリアルなもので、家庭生活の調和ある簡素さに重点が置かれている。
テル・ボルフは、これらの逸話的な作品を多く描いたが、しばしば同じモデルを使っており、異なる要素は少なく、雰囲気的に非常に類似している。手紙を読んでいるか書いている登場人物が、たいてい絵画の中心的人物である。人物たちは心理学的視点から互いに親しい関係を持っているので、いわば鑑賞者は除外されており、ただ出来事の状況を推測するしかない。このように、隠された意味ーしばしば恋愛のーを描くことは当時一般的で、テル・ボルフの同時代の多くの画家たちにも見られる。